# Liste der Abgeordneten zum Tiroler Landtag (III. Wahlperiode)
- SDAP: 9
- TVP: 26
- BST: 3
- GDVP: 2

Diese Liste der Abgeordneten zum Tiroler Landtag (III. Wahlperiode) listet alle Abgeordneten zum Tiroler Landtag in der III. Wahlperiode auf. Der Landtag in dieser Periode amtierte ab konstituierenden Sitzung am 14. Mai 1929. Nach der Konstituierung des Landtages folgte die Angelobung der Abgeordneten, danach die Wahl der Mitglieder der Landesregierung Stumpf III. Von den 40 Mandaten entfielen nach der Landtagswahl in Tirol 1929 26 auf die Tiroler Volkspartei (ÖVP), neun auf die Sozialdemokratische Arbeiterpartei (SDAP), drei auf den Bürgerlichen Ständebund Tirols (BST) und zwei auf die Großdeutsche Volkspartei (GDVP).

## Landtagsabgeordnete
| Name               | Partei | Anmerkung |
| ------------------ | ------ | --- |
| Ahorn Josef        | TVP    | |
| Annewanter Jakob   | TVP    | |
| Ascher Josef       | TVP    | |
| Astl Johann        | SDAP   | |
| Blachfelner Josef  | GDVP   | im Jahr 1931 wegen Krankheit beurlaubt                                                                                                |
| Brunner Josef      | SDAP   | |
| Ducia Maria        | SDAP   | |
| Fischer Franz      | TVP    | im Juli 1930 auf Grund von Erkrankung durch Balthasar Kohler ersetzt                                                                  |
| Foidl Stefan       | TVP    | |
| Gamper Hans        | TVP    | |
| Gaßebner Josef     | SDAP   | |
| Gebhart Andreas    | TVP    | |
| Graus Alois        | TVP    | |
| Grindhammer Simon  | TVP    | |
| Grissemann Wilhelm | BST    | |
| Haidegger Wendelin | TVP    | ab Mai 1930 beurlaubt, am 1. Oktober 1930 verstorben                                                                                  |
| Hamerl Josef       | TVP    | ab November 1931 beurlaubt |
| Haßler Gottfried   | TVP    | im Jahr 1932 wegen Krankheit beurlaubt                                                                                                |
| Henggi Franz       | TVP    | |
| Hirnsberger Hans   | GDVP   | am 9. Dezember 1931 für den erkrankten Hans Lang angelobt                                                                             |
| Hüttenberger Franz | SDAP   | |
| Jaeger Friedrich   | GDVP   | |
| Jaufer Johann      | TVP    | am 8. März 1932 als Ersatz für den erkrankten Gottfried Haßler angelobt                                                               |
| Kohl Alois         | SDAP   | |
| Kohler Balthasar   | TVP    | am 1. Juli 1930 als Ersatz für den erkrankten Franz Fischer angelobt, ab November 1931 Ersatzmann für Josef Hamerl                    |
| Kotz Heinrich      | TVP    | |
| Lackstätter Josef  | BST    | |
| Lang Hans          | GDVP   | am 10. März 1931 als Ersatz für den erkrankten Josef Blachfelner angelobt, Im Dezember 1931 erkrankt und beurlaubt                    |
| Loreck Rudolf      | TVP    | |
| Mader Hans         | TVP    | am 27. Mai 1930 als Ersatz für den beurlaubten Wendelin Haidegger angelobt, ab 11. November 1930 Ersatz für Richard Steidle           |
| Mader Friedrich    | BST    | |
| Obermayr Adele     | SDAP   | |
| Obwexer Natalis    | TVP    | |
| Oettl Johann       | TVP    | am 16. September 1929 als Ersatz für den beurlaubten Richard Steidle angelobt, ab 11. November 1930 Nachfolger von Wendelin Haidegger |
| Pfeffer Rudolf     | SDAP   | |
| Pichler Martin     | TVP    | |
| Planer Karl        | TVP    | |
| Prantl Josef       | SDAP   | |
| Reitmair Franz     | TVP    | |
| Riezler Josef      | TVP    | |
| Schermer Johann    | TVP    | |
| Schguanin Anton    | TVP    | |
| Steidle Richard    | TVP    | zeitweise beurlaubt |
| Stumpf Franz       | TVP    | |
| Tragseil Franz     | TVP    | |
| Zingerle Franziska | TVP    | |